# L'equazione africana
L'equazione africana è un romanzo scritto da Yasmina Khadra e pubblicato nel 2011. L'azione, dopo un preludio a Francoforte sul Meno, in Germania, si svolge ai nostri giorni, nel Corno d'Africa.

## Trama
In seguito a un terribile lutto familiare, nel tentativo di superare il proprio dolore, il Dottor Kurt Krausmann accetta di accompagnare un amico in un viaggio alle isole Comore.
La loro barca viene attaccata dai pirati al largo della Somalia e il viaggio del medico si trasforma in un incubo. Preso in ostaggio, picchiato, umiliato, Kurt scopre un'Africa traboccante di violenza e intollerabile miseria.
Il viaggio prosegue, dalla Somalia al Sudan, fino al Darfur, mostrando un continente di volta in volta selvaggio, irrazionale, ma al contempo saggio, fiero e infinitamente coraggioso.

## Edizione italiana
- L'equazione africana, traduzione di Raffaella Fontana, Collana Romanzi e racconti, Venezia, Marsilio, 2012, ISBN 978-88-317-1305-4.